# Alphabet sogdien
L'alphabet sogdien a été initialement utilisé pour écrire le sogdien, une langue iranienne orientale parlée en Sogdiane. Il a évolué à partir de l'alphabet syriaque. Il a été utilisé dans les plaines de l'Asie centrale depuis l'Iran jusqu'à la Chine entre l'an 100 et 1200.

## Structure
Tout comme les systèmes d'écriture dont il descend, l'alphabet sogdien peut être considéré comme un abjad, un alphabet qui ne note que les consonnes mais il présente aussi certaines caractéristiques d'un alphabet puisque certaines voyelles sont marquées. Cet alphabet est constitué de 17 consonnes dont beaucoup prennent une forme différente suivant leur position au début, au milieu ou à la fin du mot. Comme en araméen, les voyelles longues sont écrites habituellement à l'aide des consonnes aleph, yodh et waw. Cependant, contrairement à l'araméen et à la plupart des abjads, ces lettres sont aussi utilisées parfois pour noter des voyelles courtes. Pour lever les ambiguïtés entre les voyelles longues et les voyelles courtes, un aleph supplémentaire peut être écrit devant la lettre décrivant la longue voyelle. Cet alphabet inclut aussi plusieurs diacritiques qui ont été utilisées inégalement. Il s'écrivait de droite à gauche mais à partir du moment où il a évolué vers un nouveau système, l'alphabet ouïghour, il a pivoté de 90° et a été écrit en colonnes de gauche à droite. Cet alphabet ne fait pas la différence entre les fricatives voisées et non voisées.
Des logogrammes araméens apparaissent aussi dans cette écriture, vestiges de l'adaptation du système d'écriture araméen dans la langue sogdienne. Ces logogrammes sont surtout utilisés pour des mots fonctionnels tels que les pronoms, les articles, les prépositions et les conjonctions.

## Variantes
Il existe trois variantes de l'alphabet sogdien: le sogdien ancien qui est un modèle archaïque non cursif, l'écriture des sutras qui a été utilisée pour les textes bouddhiques, et l'écriture cursive ouïghoure qui ne doit pas être confondue avec l'alphabet ouïghour, cependant la cour de Chine envoyait des textes bouddhiques en écriture sogdienne aux qagans türk au VIe siècle. Le sogdien ancien date du début du IVe siècle et est caractérisé par des graphèmes distincts et séparés. L'écriture des sutras est apparue vers l'an 500 et l'écriture cursive s'est développée environ un siècle plus tard. Cette dernière est ainsi nommée car les lettres sont reliées à leur base par une ligne. Comme beaucoup de lettres de l'écriture cursive sont stylisées, elles se ressemblent énormément et sont presque indifférenciables ce qui rend cette variante difficile à lire.

## Sources

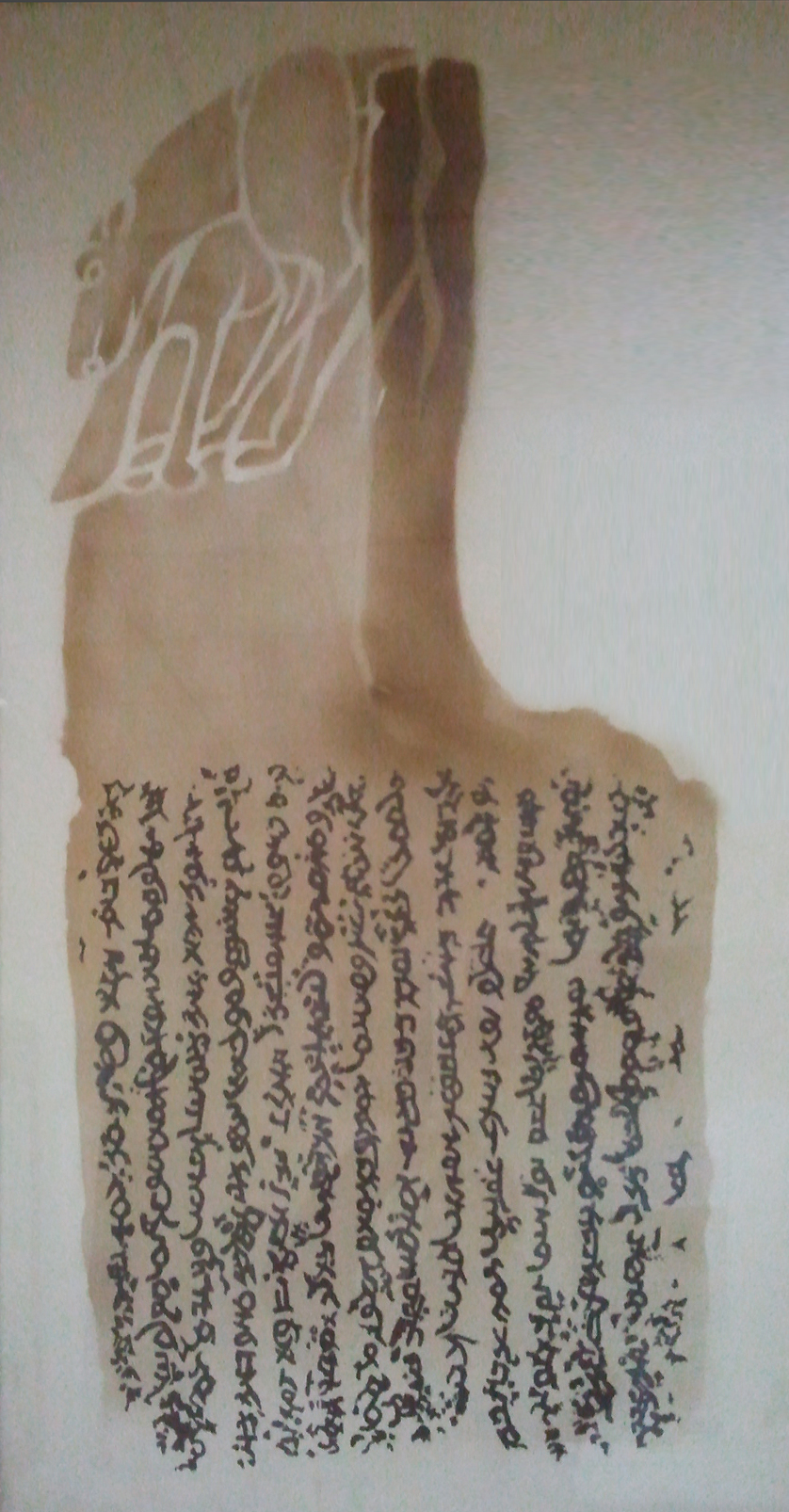
Écriture sogdienne sur l'inscription de Bugut (585), Mongolie centrale.

L'écriture sogdienne est connue à partir de textes religieux du bouddhisme, du manichéisme et du christianisme ainsi que grâce à des sources profanes telles que des lettres, des pièces et des documents administratifs. Les plus vieux documents écrits en sogdien sont les « anciennes lettres » découvertes en Chine en 1920 par Aurel Stein dans une tour de guet à Dunhuang. Ces lettres datent de 312-313 et sont écrites en sogdien ancien.
Les textes bouddhiques sont plus récents. Utilisant l'écriture des sutras, ils s'échelonnent entre le VIe siècle et le IXe siècle. Ils ont été trouvés au début du XXe siècle dans une des grottes aux milles Bouddhas au Gansu, une province chinoise. La plupart de ses manuscrits sont conservés au British Museum, à la bibliothèque nationale de France et à l'Académie des sciences de St-Petersbourg.
Les documents de Mug constituent une autre découverte importante. Elle a été faite par des chercheurs soviétiques en 1933 dans les ruines d'une forteresse sur le mont Mug dans le nord du Tadjikistan. Ces 76 documents étaient écrits sur différents matériaux tels que le papier, la soie, le bois et la peau. D'après les dates mentionnées sur les documents, ils dateraient du VIIIe siècle. La plupart d'entre eux ont été écrits à l'aide de l'écriture cursive.